# جی کچی
جی کُچی (انگلیسی: Jay Kochi; ۱ ژانویهٔ ۱۹۲۷ – ۱ ژانویهٔ ۲۰۰۸) شیمیدان اهل ایالات متحده آمریکا بود. واکنش کچی در شیمی آلی به افتخار وی نامگذاری شده است.